# Nyikolaj Fjodorovics Pogogyin
Nyikolaj Fjodorovics Pogogyin (oroszul: Никола́й Фёдорович Пого́дин; Gundorovszkaja, 1900. november 16. – Moszkva, 1962. szeptember 19.) szovjet újságíró, drámaíró. A Pogogyin felvett név, eredeti vezetékneve Sztukalov, (Стука́лов).

## Élete
1900-ban született egy kozák sztanyicában, Gundorovszkajában, ma Donyeck (Rosztovi terület). Önkéntesként szolgált a Vörös Hadseregben. 20 évesen döntött úgy, hogy újságíró lesz. Tudósításai kiemelkedően dokumentumszerűek voltak. 1922-ben a Pravda napilap riportere lett, 1930-ig maradt ott, akkor – főleg Makszim Gorkij biztatására – úgy döntött, hogy a színpadnak szenteli magát. Amikor a sztálini Kommunista Párt az írókat a VAPP-ba és a RAPP-ba akarta tömöríteni, Pogogyin a RAPP-hoz csatlakozott, teljes szívvel támogatta azt az elképzelést, hogy a párt propagandára használja fel a színházat, és a szocialista realizmus hűséges híve lett.
Időszerű témákra koncentrált; ő vezette be a szovjet színházba a Leninről és Sztálinról szóló darabokat. Más pártírók követték a példáját, és rövid időn belül egy sereg darab jelent meg, amelyben Lenint szentként, jámbor és mindenható emberként, Sztálint pedig a trón jogos örököseként ábrázolták. Pogogyin az egyik legünnepeltebb szerző lett. Darabjai aktuális problémákat tárgyaltak, és gyakran kétségkívül receptre írt, hogy elkerülje a cenzúrát. Többször kitüntették (Sztálin-díj, 1941; Lenin-rend, 1958), az egyik legismertebb hivatalos drámaíró maradt 1962. szeptember 19-én bekövetkezett haláláig.

## Munkássága
Pogogyin közel harminc darabja csaknem mind korabeli szovjet témákról szól. A híres szovjet vezetők elismert és lelkes propagandistája volt. A cselekményt lényegtelennek tartotta; a bizonytalanság, a feszültség nem személyes konfliktusokon, hanem a dolgozó tömegeknek azon az erőfeszítésén nyugszik, hogy teljesítsék a termelési mutatókat és új rekordot állítsanak fel túltermelésben. Fényképszerű naturalista ábrázolási technika jellemző a darabjaira, és néha a mozitól kölcsönzött epizodista technikát használta. Figurái feketék vagy fehérek: a hősök lojális, doktriner kommunisták, gyakran sztahanovisták, akik többet teljesítenek, mint az átlagos munkások, és „pozitív” hatással vannak társaikra is. Az intrikusok, a gazemberek az „osztályellenségek”, akik megpróbálják tönkretenni a hűséges munkások kemény munkáját.
Legismertebb darabjai a Tempó (Темп, 1930); Hó (Снег, 1932); Arisztokraták (Aристократы, 1934), és A Kreml toronyórája (Кремлёвские куранты, 1942), Pogogyin fő drámai művének, a Lenin-trilógiának középső darabja. A trilógia két másik darabja A puskás ember (Человек с ружьем, 1937), amely egy egyszerű katona és Lenin szimbolikus találkozásáról szól; illetve a Harmadik, patetikus szimfónia (Третья патетическая, 1957), ami Lenin utolsó napjait írja le. A ciklus első két darabját 1955-ben átdolgozták, figyelembe véve Sztálin szerepét a szovjet történelemben.
A Tempót újságírói a Sztálingrádi Traktorgyárban szerzett élményei alapján írta. A darab erénye az ügyesen körvonalazott figurákban van: becsületes kommunisták, elszánt szabotőrök, és egy amerikai mérnök, aki először megdöbben, hogy milyen primitívek a szovjet módszerek, de aztán rájön, hogy az eredmény felülmúlja a legjobb amerikait. Carter, az amerikai, szimpatizál a szovjetekkel, és látva, hogy alakulnak át a közönyös parasztok felelősségteljes ipari munkásokká, segíteni akar. A csúcspont az, amikor a traktorok rekordidő alatt elkészülnek.
A Kreml toronyórája a Lenin-trilógia második része. 1920-ban Oroszországban dühöng az éhínség (és a hadikommunizmus). Lenin, Sztálin és Dzerzsinszkij Oroszország villamosítását tervezi. Lenin, akit a szerző a nép mögött álló ösztönző erőként jelenít meg, csodákat tesz hihetetlen energiájával, humorával, életörömével. Barátságosan közelíti meg a zsidó Zabelin mérnököt is, hogy javítsa meg a Kreml elromlott toronyóráját. Szellemességével, természetes jóságával ráveszi, hogy dolgozzon együtt a bolsevikokkal, és állítsa be úgy az órát, hogy az Internacionálét is eljátssza.
Pogogyin további darabjai közül még említésre érdemes a Bál után (После бала, 1934) című komédia, amely több szálon fut: egyfelől szatíra, másfelől nyers melodráma; A moly (Моль, 1939), amelyben egy kispolgári feleség megpróbálja lerombolni férjének a kommunizmusba vetett hitét; a Missouri-keringő (Миссурийский вальс, 1950), egy USA-ellenes szatíra; és a Petrarca-szonett (Coнeт Пeтpaрки, 1957), amelyben egy idős kommunista beleszeret egy fiatal lányba, de a „jóravaló” emberek kigúnyolják, a helybeli elvtársak pedig álszenten megfeddik. Merész vállalkozás volt ez egy olyan írótól, aki mindig a pártvonalhoz igazodott. Pogogyin az utolsó darabjaiban szakított a szigorú szocialista realizmussal; a jellemeket s a témát őszintébben és realistábban kezelte.

## Művei
| 1. Tempó (Tемп), 1930. Komédia, 3 felvonás. 2. Pimaszság (Дерзость), 1931. Dráma, 3 felvonás. 3. Hó (Снег), 1932. Dráma, 4 felvonás és előjáték. 4. A barátom (Moй друг), 1932. Komédia, 3 felvonás. 5. Bál után (После бала), 1934. Dráma, 3 felvonás, 12 jelenet. 6. Arisztokraták (Aристократы), 1934. Komédia, 4 felvonás, 24 epizód. 7. A puskás ember* (Человек с ружьём), 1937. Dráma, 3 felvonás, 13 jelenet. 8. Az ezüst völgy (Падь Серебряная), 1937. Dráma, 3 felvonás, 9 jelenet. 9. Moly (Моль), 1938. Komédia, 4 felvonás, 12 jelenet. 10. La Gioconda (Джиоконда), 1939. Komédia, 3 felvonás. |  | 11.A Kreml toronyórája (Кремлёвские куранты), 1939. Dráma, 4 felvonás, 11 jelenet. 12.A világ teremtése (Минувшие годы), 1945. Dráma, 4 felvonás, 6 jelenet. 13.A Missouri-keringő (Миссурийский вaльc), 1950. Komédia, 4 felvonás, 8 jelenet. 14.Ha a láncok széttörtek (Когда ломаются копья), 1952. Dráma, 4 felvonás, 11 jelenet. 15.Bíbor felhők (Багрoвые oблака), 1955. Dráma, 3 felvonás, 7 jelenet. 16.Petrarca-szonett (Coнeт Петраpkи), 1957. Dráma, 3 felvonás, 10 jelenet. 17.Harmadik patetikus szimfónia (Третья патетическая), 1957. Dráma, 4 felvonás, 11 jelenet. 18.Hűség (Bepнocть), 1961 körül. Dráma, 3 felvonás. |  |

### Magyarul
- Arisztokraták. Vígjáték; ford. Csoma Sándor; Színháztudományi Intézet, Budapest, 1959 (Világszínház)
- Három dráma / Harmadik patetikus szimfónia; ford. Sándor Rudolf / A Kreml toronyórája; ford. Brodszky Erzsébet / A puskás ember; ford. Gellért György; Európa, Budapest, 1959
- Élő virágok. Színmű; ford. Szegő Imre, Lenkei Lajos; Színháztudományi Intézet, Budapest, 1960 (Világszínház)
- Író és színház; ford. Papp Sándor; Színháztudományi Intézet, Budapest, 1960 (Korszerű színház)
- Borostyán nyakék. Regény; ford. Makai Imre; Móra–Kárpátontúli területi Kiadó, Budapest–Uzsgorod, 1963